# 佐治亚州行政区划
喬治亞州共有159個縣，在眾多州份中名列第二，僅次於德克萨斯州（254個縣）。根據喬治亞州憲法，所有的縣都擁有地方自治權，並且能夠自行處理縣內地方性質的事務。另外，喬治亞州擁有八個市县合一的地方，分別是：雅典–克拉克縣、奧古斯塔–里奇蒙縣、哥倫布–馬斯科吉縣、喬治城–奎特曼縣、斯塔滕維爾–埃科爾斯縣、梅肯–比伯縣、刻西塔–查塔胡其縣以及普雷斯頓-韋伯斯特縣。喬治亞州的縮寫為GA，而該州的FIPS代碼是13，与县代码结合使用时写成13×××。

## 歷史
1732年至1758年期間，喬治亞州以地區和城鎮作為小型的民事部門。1758年，喬治亞省被劃分為八個堂區，並於1765年再劃分出四個堂區。1777年2月5日，喬治亞州政府建立了八個現今依然存在的縣，分別為伯克縣、康登縣、查特姆縣、埃芬漢縣、格林縣（Glynn）、利柏提縣、里奇蒙縣和威爾克斯縣。
喬治亞州共有159個縣，在眾多州份中名列第二，僅次於德克萨斯州（254個縣）。其中一個傳統的推理是因為為了方便農民、牧場主人和伐木工人能夠在一日內通過騎馬或乘馬車的方式回到合法的县城或城市居住。然而在20世紀的初期（1901年－1925年）鐵路、汽車、卡車和公共汽車逐漸興起後，喬治亞州仍然建立了25個縣。這是因為縣單位制度制定了不論該縣是否違反憲法、新縣或人口稀少，都應該保留該縣以維持當地（包括農村地區）的政治權力。目前喬治亞州最新建立的縣是皮奇縣，於1924年成立。
由於喬治亞州的縣份擴散非常快速，因此多個州都希望能夠通過憲法修正案以限制縣份的建立。雖然1924年至1931年期間喬治亞州共有161個縣，但是在1945年以後，喬治亞州的縣份數量就停留在159個。1932年，由於大蕭條導致坎貝爾縣和米爾頓縣的縣政府幾乎面臨破產，因此州政府將該兩個縣罕有地併入富爾頓縣。
因為州首府亚特兰大坐落於富爾頓縣內，所以亞特蘭大和縣內郊區的稅收能夠支撐坎貝爾縣和米爾頓縣的支出。由於坎貝爾縣和米爾頓縣的稅收主要來自農業和森林的物業稅，因此這兩個縣只有非常少的稅收。
喬治亞州是目前為止唯一一個依然允許每個縣擁有縣政府專員的美國州份，目前該州的159個縣中有9個縣在該制度下運作。

## 更名的縣
喬治亞州有幾個縣曾經改名。傑斯帕縣曾被命名為「蘭道夫縣」，後來州政府又設立了另外一個蘭道夫縣。另外韋伯斯特縣曾被命名為「金查富尼縣」，而巴托縣也曾被命名為「卡斯縣」。

## 已經消失的縣
- 聖喬治、聖瑪麗、聖托馬斯、聖菲利普、基督教堂、聖大衛、聖馬修斯、聖安德魯、聖詹姆斯、聖約翰斯和聖保羅縣為英國殖民地時期的十二個堂區，於1777年被最初建立的八個現存的縣所取代。[12]
- 波旁縣（英语：Bourbon County, Georgia）（1785－1788）：此縣於今密西西比州的亞祖縣建立，並在1788年遭到廢除。[12]
- 坎貝爾縣（英语：Campbell County, Georgia）（1828－1932）：此縣於1828年劃分自卡洛爾縣和考維塔縣。1870年，此縣的查特胡奇河以西北被劃分為道格拉斯縣，而餘下的土地則於1932年被合併為富爾頓縣西南部。[12]
- 米爾頓縣（英语：Milton County, Georgia）（1857－1932）：此縣於1857年被劃分自科布縣、切羅基縣的西南部和福賽斯縣（即現時的迪卡爾布縣），1932年被合併為富爾頓縣的北部。[12]
- 喬治亞州曾經有一個名為沃爾頓的縣份，位於今北卡羅來納州西部（英语：western North Carolina）。1810年，喬治亞州和北卡罗来纳州州之間爆發了沃爾頓戰爭（英语：Walton War）。1811年伊利科特·羅克（英语：Ellicott Rock）作出一項調查後，喬治亞州放棄了對沃爾頓縣地區的主張。[12]

## 虛構縣份
電影
- 在《激流四勇士》（1972年）的角色設定中，某位縣治安官的車中的車牌提及了一個虛構的「安特里縣」，該縣「位於」喬治亞州的北部。[13]
- 《Diggstown（英语：Diggstown）》（1992年）出現了一個虛構的「奧里韋拉縣」。[14]
- 《Gator（英语：Gator (film)）》（1976年）出現了一個虛構的「鄧斯頓縣」。[15]
- 《Ghost Fever（英语：Ghost Fever）》（1987年）出現了一個虛構的「格林代爾縣」，此虛構的縣可能參考自格林縣（Greene County）。[16]
- 《Smokey Bites the Dust（英语：Smokey Bites the Dust）》（1987年）出現了一個虛構的「帕拉夸特縣」。[17]
- 《Tank（英语：Tank (film)）》（1984年）出現了一個虛構的「克利蒙斯縣」。[18]雖然劇中設定該縣位於田納西州的邊界且包括了城市班寧堡，但在現實中班寧堡更接近阿拉巴馬州，而非田納西州。
- 《The Ugly Dachshund（英语：The Ugly Dachshund）》（1966年）出現了一個虛構的「帕拉夸特縣」。[19]

電視劇
- 《The Dukes of Hazzard（英语：The Dukes of Hazzard）》（1979年－1985年）出現了兩個虛構的縣，分別為「哈扎德縣」和「奇克索縣」。[20][21]
- 《杀手之王》（2013年－2015年）的其中一輯《Let Me Go（英语：The Following (season 1)）》提及到喬·卡洛爾到達了「耶蘇普縣聯邦懲教所」。雖然現實中喬治亞州有一個名為耶蘇普的城市，但該城市座落於韋恩縣。[22]
- 《The Misadventures of Sheriff Lobo（英语：The Misadventures of Sheriff Lobo）》（1979年－1981年）出現了一個虛構的「奧爾利縣」。[23]
- 由SundanceTV（英语：SundanceTV）所播映的《矯正人生》（2013年－2016年）出現了一個虛構的「波利縣」。[24]
- 《Squidbillies（英语：Squidbillies）》（2005年至今，一部關於擬人頭足運動的電視劇）出現了一個虛構的「道加爾縣」，此縣的「位置」是喬治亞州北部的丘陵地帶。此虛構的縣可能參考自道格拉斯縣。[25]
- 《屍行者》（2010年至今）出現了三個虛構的縣，分別是「金縣」、「林登縣」和「默特縣」。[26][27]

戲劇
- 《The Foreigner（英语：The Foreigner (play)）》（1983年，出自拉里·舒伊（英语：Larry Shue））出現了一個虛構的「蒂爾曼縣」。[28]

書籍
- 卡琳·斯勞特的小說經常把地點設定於「格蘭特縣（英语：Grant County, Georgia）」。[29]

## 縣份列表
| 县                | FIPS代码 | 縣治                               | 成立日期        | 拆分自                                                                  | 辭源 | 人口密度 | 人口 （2012年） | 面积                          | 地图                              |
| ----------------- | -------- | ---------------------------------- | --------------- | ----------------------------------------------------------------------- | --- | -------- | --------------- | ----------------------------- | --------------------------------- |
| 阿普林縣          | 001      | 巴克斯利                           | 1818年12月15日  | 1814年的傑克遜堡條約和1818年的克里克條約中克里克族印第安人所割讓的土地  | 丹尼爾·阿普林（1787－1818），1812年战争時期的一位中將                                                                                        | 36.09    | 18,368          | 509平方英里 （1,318平方公里） | 標示出阿普林縣位置的地圖          |
| 阿特金森縣        | 003      | 皮爾森                             | 1917年8月15日   | 克林奇縣和科菲縣                                                        | 威廉·耶茲·阿特金森（1854－1899），喬治亞州州長（1894－1898）及佐治亚州众议院議員                                                             | 24.51    | 8,284           | 338平方英里 （875平方公里）   | 標示出阿特金森縣位置的地圖        |
| 培根縣            | 005      | 阿爾馬                             | 1914年7月27日   | 阿普林縣、皮爾斯縣和韋爾縣                                              | 奧古斯都·屋大維·培根 （1839－1914），來自喬治亞州的美國參議院議員 （1895－1914）及美國參議院臨時議長                                         | 39.29    | 11,198          | 285平方英里 （738平方公里）   | 標示出培根縣位置的地圖            |
| 貝克縣            | 007      | 牛頓                               | 1825年12月12日  | 厄爾利縣                                                                | 約翰·貝克 （？－1792），美國獨立戰爭時期的一位上校                                                                                           | 9.81     | 3,366           | 343平方英里 （888平方公里）   | 標示出貝克縣位置的地圖            |
| 鮑德溫縣          | 009      | 米利奇維爾                         | 1803年5月11日   | 1802年和1805年克里克印第安人所割讓的土地                                | 亚伯拉罕·鲍德温 （1754－1807），美国开国元勋之一、美國參議院議員 （1799－1807）及美国宪法的簽署者之一                                        | 179.72   | 46,367          | 258平方英里 （668平方公里）   | 標示出鮑德溫縣位置的地圖          |
| 班克斯縣          | 011      | 霍默                               | 1859年2月1日    | 富蘭克林縣和哈伯沙姆縣                                                  | 理察·E·班克斯 （1784－1850），因治療當地的天花患者而知名                                                                                     | 78.27    | 18,316          | 234平方英里 （606平方公里）   | 標示出班克斯縣位置的地圖          |
| 巴羅縣            | 013      | 溫德                               | 1914年7月7日    | 格威內特縣、傑克遜縣和沃爾頓縣                                          | 大衛·克倫肖爾·巴羅 （1852－1929），喬治亞大學校長 （1906－1929）                                                                             | 433.14   | 70,169          | 162平方英里 （420平方公里）   | 標示出巴羅縣位置的地圖            |
| 巴托縣            | 015      | 卡特斯維爾                         | 1832年12月3日   | 1832年劃分自切羅基縣的一部分。此縣原名為「卡斯縣」，得名自刘易斯·卡斯。 | 法蘭西斯·斯特賓斯·巴托（1816－1861），美利堅聯盟國的政治人物，同時亦是首位在戰爭中陣亡的上將                                                 | 218.83   | 100,661         | 460平方英里 （1,191平方公里） | 標示出巴托縣位置的地圖            |
| 本希爾縣          | 017      | 菲茨傑拉德                         | 1906年7月31日   | 歐文縣和威爾科克斯縣                                                    | 班傑明·哈維·希爾 （1823－1882），來自喬治亞州的美國參議院議員 （1877－1882）                                                                 | 69.60    | 17,538          | 252平方英里 （653平方公里）   | 標示出本希爾縣位置的地圖          |
| 貝林縣            | 019      | 納什維爾                           | 1856年2月25日   | 科菲縣、歐文縣和朗茲縣                                                  | 約翰·麥克弗森·貝林 （1781－1856），，來自喬治亞州的美國參議院議員 （1845－1852）及美國司法部長 （1829－1831）                                | 42.13    | 19,041          | 452平方英里 （1,171平方公里） | 標示出貝林縣位置的地圖            |
| 比伯縣            | 021      | 梅肯                               | 1822            | 休斯敦縣、瓊斯縣、門羅縣和特維格縣                                      | 威廉·怀亚特·比布 （1780－1820），第一任阿拉巴馬州州長 （1819－1820）及來自喬治亞州的美國參議院議員 （1813－1816）                            | 625.85   | 156,462         | 250平方英里 （647平方公里）   | 標示出比伯縣位置的地圖            |
| 布萊克利縣        | 023      | 科克倫                             | 1912年7月30日   | 普瓦斯基縣                                                              | 洛根·愛德溫·布萊克利 （1827－1907），喬治亞州最高法院首席大法官                                                                              | 59.51    | 12,913          | 217平方英里 （562平方公里）   | 標示出布萊克利縣位置的地圖        |
| 布蘭特利縣        | 025      | 納洪塔                             | 1920年11月2日   | 查爾頓縣、皮爾斯縣和韋恩縣                                              | 威廉·戈登·布蘭特利 （1860－1934），美國眾議院議員                                                                                            | 41.86    | 18,587          | 444平方英里 （1,150平方公里） | 標示出布蘭特利縣位置的地圖        |
| 布魯克斯縣        | 027      | 奎特曼                             | 1858年12月11日  | 朗茲縣和托馬斯縣                                                        | 普雷斯頓·史密斯·布魯克斯 （1819－1857），來自南卡罗来纳州的美國眾議院議員及美國上尉，於美墨戰爭期間陣亡                                      | 31.18    | 15,403          | 494平方英里 （1,279平方公里） | 標示出布魯克斯縣位置的地圖        |
| 布賴恩縣          | 029      | 彭布羅克                           | 1793年12月19日  | 查塔姆縣                                                                | 納丹·布萊恩 （1708－1788），喬治亞州的一名殖民定居者及眾議院議員                                                                             | 72.88    | 32,214          | 442平方英里 （1,145平方公里） | 標示出布賴恩縣位置的地圖          |
| 布洛克縣          | 031      | 斯泰茨伯勒                         | 1796年2月8日    | 布賴恩縣和斯克里文縣                                                    | 阿奇博·布洛克 （1729－1777），美國獨立戰爭士兵、佐治亚州众议院議員及喬治亞省省长 （1775－1777）                                              | 106.43   | 72,694          | 683平方英里 （1,769平方公里） | 標示出布洛克縣位置的地圖          |
| 伯克縣            | 033      | 韋恩斯伯勒                         | 1777年2月5日    | 聖喬治堂區                                                              | 埃德蒙·伯克 （1729－1797），英國政治哲學家及英國国会议员，因支持美國獨立而知名                                                               | 27.83    | 23,125          | 831平方英里 （2,152平方公里） | 標示出伯克縣位置的地圖            |
| 巴茨縣            | 035      | 傑克遜                             | 1825年12月24日  | 亨利縣和門羅縣                                                          | 薩繆爾·巴特 （1777－1814），美國上尉，於克里克戰爭陣亡                                                                                       | 125.80   | 23,524          | 187平方英里 （484平方公里）   | 標示出巴茨縣位置的地圖            |
| 卡爾霍恩縣        | 037      | 摩根                               | 1854年2月20日   | 厄爾利縣和貝克縣                                                        | 约翰·卡德威尔·卡尔霍恩（1782－1850），第七任美国副总统（1825－1832）及來自南卡罗来纳州的美国参议院議員                                       | 23.23    | 6,504           | 280平方英里 （725平方公里）   | 標示出卡爾霍恩縣位置的地圖        |
| 康登縣            | 039      | 伍德拜恩                           | 1777年2月5日    | 聖瑪麗和聖湯瑪斯堂區                                                    | 查爾斯·普拉特，第一代康登伯爵 （1714－1794），一名反對向十三殖民地的人民徵收印花稅的貴族                                                     | 81.59    | 51,402          | 630平方英里 （1,632平方公里） | 標示出康登縣位置的地圖            |
| 坎德勒縣          | 043      | 梅特                               | 1914年11月3日   | 布洛克縣、伊曼紐爾縣和塔特納爾縣                                        | 阿倫·丹尼爾·坎德勒 （1834–1910），喬治亞州參議院議員及第五十六任喬治亞州州長 （1898–1902）                                                   | 45.01    | 11,117          | 247平方英里 （640平方公里）   | 標示出坎德勒縣位置的地圖          |
| 卡洛爾縣          | 045      | 卡羅頓                             | 1826年6月9日    | 1825年印第安泉條約中克里克印第安人所割讓的土地                          | 查尔斯·卡罗尔（1737–1832），《美國獨立宣言》簽署者中唯一的天主教徒及最晚去世者                                                               | 223.61   | 111,580         | 499平方英里 （1,292平方公里） | 標示出卡洛爾縣位置的地圖          |
| 卡圖薩縣          | 047      | 靈戈爾德                           | 1853年12月5日   | 沃克縣和惠特菲爾德縣                                                    | 卡圖薩，切羅基人的首領 | 401.52   | 65,046          | 162平方英里 （420平方公里）   | 標示出卡圖薩縣位置的地圖          |
| 查爾頓縣          | 049      | 福克斯通                           | 1854            | 康登縣                                                                  | 羅伯特·米利奇·查爾頓 （1807–1854），美國法學家、來自喬治亞州的美國參議院議員（1852–1854）及薩凡納市長                                        | 17.02    | 13,295          | 781平方英里 （2,023平方公里） | 標示出查爾頓縣位置的地圖          |
| 查塔姆縣          | 051      | 薩凡納                             | 1777年2月5日    | 基督教堂和聖菲利普堂區                                                  | 威廉·皮特，第一代查塔姆伯爵 （1708－1778），英法北美战争的時任殖民地政府秘書，後來成為了英国首相                                             | 628.26   | 276,434         | 440平方英里 （1,140平方公里） | 標示出查塔姆縣位置的地圖          |
| 查塔胡其縣        | 053      | 刻西塔                             | 1854年2月18日   | 馬斯科吉縣和馬里昂縣                                                    | 形成該縣西部邊界（及州界）的查特胡奇河 | 52.36    | 13,037          | 249平方英里 （645平方公里）   | 標示出查塔胡其縣位置的地圖        |
| 查圖加縣          | 055      | 薩默維爾                           | 1838年12月28日  | 沃克縣和弗洛伊德縣                                                      | 查圖加河 | 81.93    | 25,725          | 314平方英里 （813平方公里）   | 標示出查圖加縣位置的地圖          |
| 切羅基縣          | 057      | 坎頓                               | 1831            | 1831年切羅基族印第安人割讓的土地                                        | 切羅基族，印第安人的其中一個分支 | 521.97   | 221,315         | 424平方英里 （1,098平方公里） | 標示出切羅基縣位置的地圖          |
| 克拉克縣          | 059      | 雅典                               | 1801            | 傑克遜縣                                                                | 以利亞·克拉克 （1733－1799），美國獨立戰爭英雄                                                                                               | 993.93   | 120,266         | 121平方英里 （313平方公里）   | 標示出克拉克縣位置的地圖          |
| 克萊縣            | 061      | 蓋恩斯堡                           | 1854年2月16日   | 蘭道夫縣和厄爾利縣                                                      | 亨利·克莱 （1777－1852），肯塔基州联邦参议员及第九任美国国务卿 （1825–1829）                                                                 | 15.98    | 3,116           | 195平方英里 （505平方公里）   | 標示出克萊縣位置的地圖            |
| 克萊頓縣          | 063      | 瓊斯伯勒                           | 1858年11月30日  | 費耶特縣和亨利縣                                                        | 奧古斯丁·史密斯·克萊頓 （1783－1839），當地的一名法學家及美國眾議院議員                                                                      | 1,859.36 | 265,888         | 143平方英里 （370平方公里）   | 標示出克萊頓縣位置的地圖          |
| 克林奇縣          | 065      | 霍默維爾                           | 1850年2月14日   | 朗茲縣和韋爾縣                                                          | 鄧肯·拉蒙特·克林奇 （1784－1849），1812年戰爭及塞米諾爾戰爭中將及美國眾議院議員                                                              | 8.30     | 6,718           | 809平方英里 （2,095平方公里） | 標示出克林奇縣位置的地圖          |
| 科布縣            | 067      | 瑪麗埃塔                           | 1832年12月3日   | 切羅基縣                                                                | 湯瑪斯·威利斯·科布 （1784－1835），1812年戰爭時的一位將軍及美國眾議院議員                                                                    | 2,080.71 | 707,442         | 340平方英里 （881平方公里）   | 標示出科布縣位置的地圖            |
| 科菲縣            | 069      | 道格拉斯                           | 1854年2月9日    | 克林奇縣、歐文縣、特爾費爾縣和韋爾縣                                    | 約翰·E·科菲 （1782－1836），1812年戰爭期間的一位上將                                                                                         | 72.07    | 43,170          | 599平方英里 （1,551平方公里） | 標示出科菲縣位置的地圖            |
| 科爾奎特縣        | 071      | 莫爾特里                           | 1856年2月25日   | 朗茲縣和托馬斯縣                                                        | 沃爾特·特里·考爾奇特 （1799－1855），一名衛理公會牧師及來自喬治亞州和美國參議院議員                                                          | 83.58    | 46,137          | 552平方英里 （1,430平方公里） | 標示出科爾奎特縣位置的地圖        |
| 哥倫比亞縣        | 073      | 阿普林（法律上）和埃文斯（事實上） | 1790年12月10日  | 里奇蒙縣                                                                | 克里斯托弗·哥伦布 （1451－1507），领航员、探險家及首位踏足美洲大陸的歐洲人                                                                   | 453.89   | 131,627         | 290平方英里 （751平方公里）   | 標示出哥倫比亞縣位置的地圖        |
| 庫克縣            | 075      | 艾得爾                             | 1918            | 貝林縣                                                                  | 菲利普·庫克 （1817－1894），美利堅聯盟國上將及喬治亞州國務卿                                                                                 | 73.90    | 16,923          | 229平方英里 （593平方公里）   | 標示出庫克縣位置的地圖            |
| 考維塔縣          | 077      | 紐南                               | 1826年6月9日    | 1825年印第安堡條約和1826年克里克族印第安人所割讓的土地                  | 考維塔人，克里克族印第安人位於哥倫布村附近的一個分支                                                                                         | 295.55   | 130,929         | 443平方英里 （1,147平方公里） | 標示出考維塔縣位置的地圖          |
| 克勞福德縣        | 079      | 諾克斯維爾                         | 1822            | 休斯敦縣                                                                | 威廉·H·克劳福德 (1772－1834)、美国财政部长 (1816－1825)及美国战争部长 (1815－1816）                                                          | 38.77    | 12,600          | 325平方英里 （842平方公里）   | 標示出克勞福德縣位置的地圖        |
| 克里斯普縣        | 081      | 科迪爾                             | 1905年8月17日   | 杜利縣                                                                  | 查爾斯·弗雷德里克·克里斯普 （1845－1896），美國眾議院議員                                                                                    | 86.15    | 23,606          | 274平方英里 （710平方公里）   | 標示出克里斯普縣位置的地圖        |
| 戴德縣            | 083      | 特靈頓                             | 1837年          | 沃克縣                                                                  | 法蘭西斯·蘭霍恩·戴德 （1793－1845），塞米諾爾戰爭期間的一名少將                                                                              | 94.77    | 16,490          | 174平方英里 （451平方公里）   | 標示出戴德縣位置的地圖            |
| 道生縣            | 085      | 道森維爾                           | 1857年12月3日   | 吉爾默縣和蘭普金縣                                                      | 威廉·克勞斯比·道生（1798－1857），來自喬治亞州的美國參議員（1849－1855）及喬治亞州參議員                                                     | 206.27   | 22,422          | 211平方英里 （546平方公里）   | 標示出道生縣位置的地圖            |
| 第開特縣          | 087      | 班布里奇                           | 1823年12月8日   | 厄爾利縣                                                                | 史蒂芬·第開特 （1779－1820），美國海軍準將，於19世紀早期對抗巴巴里海盗而知名                                                                 | 46.08    | 27,509          | 597平方英里 （1,546平方公里） | 標示出第開特縣位置的地圖          |
| 迪卡爾布縣        | 089      | 第開特                             | 1822年12月9日   | 亨利縣、格威內特縣和費耶特縣                                            | 「巴倫」·約翰·迪卡爾布 （1721－1780），一名拉法耶特侯爵手下的德國人，曾擔任殖民軍檢察長                                                      | 2,638.39 | 707,089         | 268平方英里 （694平方公里）   | 標示出迪卡爾布縣位置的地圖        |
| 道奇縣            | 091      | 伊士曼                             | 1870年10月26日  | 普瓦斯基縣、蒙哥馬利縣和特爾費爾縣                                      | 威廉·厄爾·道奇 （1805－1883），一名禁酒領袖、來自紐約的商業家及菲爾普斯·道奇公司（一間採礦和製造金屬的公司）的創辦人                         | 42.57    | 21,329          | 501平方英里 （1,298平方公里） | 標示出道奇縣位置的地圖            |
| 杜利縣            | 093      | 維也納                             | 1821年5月15日   | 1821年克里克族印第安人所割讓的土地                                      | 約翰·杜利 （1740－1780），美國獨立戰爭時期的一位中將                                                                                         | 36.43    | 14,318          | 393平方英里 （1,018平方公里） | 標示出杜利縣位置的地圖            |
| 多爾蒂縣          | 095      | 奧爾巴尼                           | 1853年12月15日  | 貝克縣                                                                  | 查爾斯·多爾蒂 （1801－1853），一名來自雅典的法官                                                                                             | 286.37   | 94,501          | 330平方英里 （855平方公里）   | 標示出多爾蒂縣位置的地圖          |
| 道格拉斯縣        | 097      | 道格拉斯維爾                       | 1870年10月17日  | 坎貝爾縣和卡洛爾縣                                                      | 史蒂芬·阿诺德·道格拉斯 （1813－1861），前伊利诺州参议员 （1847－1861）                                                                       | 673.22   | 133,971         | 199平方英里 （515平方公里）   | 標示出道格拉斯縣位置的地圖        |
| 厄爾利縣          | 099      | 布萊克利                           | 1818年12月15日  | 1814年克里克族印第安人所割讓的土地                                      | 彼得·厄爾利 （1773－1817），第二十八任喬治亞州州長 （1813－1815）                                                                            | 20.73    | 10,594          | 511平方英里 （1,323平方公里） | 標示出厄爾利縣位置的地圖          |
| 埃科爾斯縣        | 101      | 斯塔滕維爾                         | 1858年12月13日  | 克林奇縣和朗茲縣                                                        | 羅伯特·米爾納·埃科爾斯 （1798－1847），喬治亞州參議院議員及美墨戰爭期間的一名士兵                                                            | 9.87     | 3,988           | 404平方英里 （1,046平方公里） | 標示出埃科爾斯縣位置的地圖        |
| 埃芬漢縣          | 103      | 春田市                             | 1777年2月5日    | 聖馬修及聖菲利普堂區                                                    | 托馬斯·霍華德，埃芬漢伯爵 （1746－1791），因支持美國獨立而知名                                                                               | 111.03   | 53,293          | 480平方英里 （1,243平方公里） | 標示出埃芬漢縣位置的地圖          |
| 艾伯特縣          | 105      | 艾伯頓                             | 1790年12月10日  | 威爾克斯縣                                                              | 薩繆爾·埃爾伯特 （1740－1788），美國獨立戰爭時期的一名上將，於1785年成為喬治亞州州長                                                         | 53.34    | 19,684          | 369平方英里 （956平方公里）   | 標示出艾伯特縣位置的地圖          |
| 伊曼紐爾縣        | 107      | 斯溫斯伯勒                         | 1850年2月13日   | 蒙哥馬利縣和布洛克縣                                                    | 大衛·伊曼紐爾中將 （1744－1808），第二十四任喬治亞州州長 （1801）                                                                            | 33.38    | 22,898          | 686平方英里 （1,777平方公里） | 標示出伊曼紐爾縣位置的地圖        |
| 埃文斯縣          | 109      | 克拉克斯頓                         | 1914年8月11日   | 塔特納爾縣和布洛克縣                                                    | 克萊門特·安瑟倫·埃文斯 （1832－1911），南北戰爭時期的一名上將及美利堅同盟國退伍軍人的領袖                                                    | 57.78    | 10,689          | 185平方英里 （479平方公里）   | 標示出埃文斯縣位置的地圖          |
| 范寧縣            | 111      | 布盧里奇                           | 1854年1月21日   | 吉爾默縣和猶尼昂縣                                                      | 詹姆斯·范寧中將 （1809－1836），因支持得克萨斯革命而被墨西哥領袖處死                                                                         | 60.86    | 23,492          | 386平方英里 （1,000平方公里） | 標示出范寧縣位置的地圖            |
| 費耶特縣          | 113      | 費耶特維爾                         | 1821年5月15日   | 1821年克里克族印第安人所割讓的土地                                      | 拉法耶特侯爵 （1757－1834），美國獨立戰爭英雄和法國大革命領導者                                                                              | 545.81   | 107,524         | 197平方英里 （510平方公里）   | 標示出費耶特縣位置的地圖          |
| 弗洛伊德縣        | 115      | 羅馬                               | 1832年12月3日   | 切羅基縣                                                                | General 約翰·弗洛伊德 （1769－1839），一名美國士兵及美國眾議員                                                                               | 187.48   | 96,177          | 513平方英里 （1,329平方公里） | 標示出弗洛伊德縣位置的地圖        |
| 福賽斯縣          | 117      | 卡明                               | 1832年12月3日   | 切羅基縣                                                                | 約翰·福賽斯 （1780－1841），马丁·范布伦政府下的美国国务卿                                                                                    | 831.54   | 187,928         | 226平方英里 （585平方公里）   | 標示出福賽斯縣位置的地圖          |
| 富蘭克林縣        | 119      | 卡恩斯維爾                         | 1784年2月25日   | 切羅基縣及1783年克里克族印第安人所割讓的土地                            | 本傑明·富蘭克林 （1706－1790），美國開國元勳                                                                                                 | 83.25    | 21,894          | 263平方英里 （681平方公里）   | 標示出富蘭克林縣位置的地圖        |
| 富爾頓縣          | 121      | 亞特蘭大                           | 1853年12月20日  | 迪卡爾布縣、被廢除的坎貝爾縣和米爾頓縣及科布縣的一部份                  | 罗伯特·富尔顿 （1765－1815），一名工程師及蒸汽船的發明者                                                                                     | 1,848.34 | 1,041,423       | 529平方英里 （1,370平方公里） | 標示出富爾頓縣位置的地圖          |
| 吉爾默縣          | 123      | 艾利嘉                             | 1832年12月3日   | 切羅基縣                                                                | 喬治·羅林姆·吉爾默爾 （1790－1859），第三十四及三十七任喬治亞州州長（1829－1831，1837－1839）                                                | 66.02    | 28,190          | 427平方英里 （1,106平方公里） | 標示出吉爾默縣位置的地圖          |
| 格拉斯卡克縣      | 125      | 吉普森                             | 1857年12月19日  | 沃倫縣                                                                  | General 湯瑪斯·格拉斯科克 （1790－1841），1812年戰爭及1817年塞米諾爾戰爭期間的一位上將及美國眾議院議員                                       | 21.82    | 3,142           | 144平方英里 （373平方公里）   | 標示出格拉斯卡克縣位置的地圖      |
| 格林縣            | 127      | 布朗斯維克                         | 1777年2月5日    | 聖大衛和聖帕特里克堂區                                                  | 約翰·格林 （1722－1779），英國国会议员及高級律師，因支持美國獨立而知名                                                                       | 192.00   | 81,022          | 422平方英里 （1,093平方公里） | 標示出格林縣位置的地圖            |
| 戈登縣            | 129      | 卡爾霍恩                           | 1850年2月13日   | 卡斯縣和弗洛伊德縣                                                      | 威廉·華盛頓·戈登 （1796－1842），首任喬治亞中央鐵路公司主席                                                                                  | 157.09   | 55,766          | 355平方英里 （919平方公里）   | 標示出戈登縣位置的地圖            |
| 格雷迪縣          | 131      | 開羅                               | 1905年8月17日   | 第開特縣和托馬斯縣                                                      | 亨利·伍德芬·格雷迪 （1850－1889），美國演說家及《亚特兰大宪法》的總編輯                                                                      | 55.55    | 25,440          | 458平方英里 （1,186平方公里） | 標示出格雷迪縣位置的地圖          |
| 格林縣            | 133      | 格林斯波羅                         | 1786年2月3日    | 華盛頓縣                                                                | 彌敦內爾·格林（1742－1786），美國獨立戰爭上將                                                                                                | 41.47    | 16,092          | 388平方英里 （1,005平方公里） | 標示出格林縣位置的地圖            |
| 格威內特縣        | 135      | 勞倫斯維爾                         | 1818年12月15日  | 1817年切羅基族印第安人所割讓的土地及1818年克里克族印第安人所割讓的土地  | 巴頓·格威內特 （1735－1777），喬治亞州大陆会议成員之一，並簽署美國獨立宣言                                                                   | 1,944.68 | 842,046         | 433平方英里 （1,121平方公里） | 標示出格威內特縣位置的地圖        |
| 哈伯沙姆縣        | 137      | 克拉克斯維爾                       | 1818年12月15日  | 1817年和1819年切羅基族印第安人所割讓的土地                              | Colonel 约瑟夫·哈伯沙姆 （1751－1815），美國獨立戰爭時期的一位中將及乔治·华盛顿政府下的美國郵政局長                                          | 156.55   | 43,520          | 278平方英里 （720平方公里）   | 標示出哈伯沙姆縣位置的地圖        |
| 霍爾縣            | 139      | 蓋恩斯維爾                         | 1818年12月15日  | 1817年和1819年切羅基族印第安人所割讓的土地                              | Dr. 萊曼·霍爾 （1724－1790），喬治亞州大陆会议成員之一，並簽署美國獨立宣言，1783年成為第十七任喬治亞州州長                                   | 470.60   | 185,416         | 394平方英里 （1,020平方公里） | 標示出霍爾縣位置的地圖            |
| 漢考克縣          | 141      | 斯巴達                             | 1793年12月17日  | 格林縣（Greene County）和華盛頓縣                                       | 约翰·汉考克 （1737－1793），美國獨立宣言的第一位簽署者、首任麻薩諸塞州殖民地領導人及第二屆大陸會議議長                                       | 19.02    | 8,996           | 473平方英里 （1,225平方公里） | 標示出漢考克縣位置的地圖          |
| 哈拉爾森縣        | 143      | 布坎南                             | 1856年1月26日   | 卡洛爾縣和波爾克縣                                                      | 休伊·安德森·哈爾拉爾森上將 （1805－1854），美國眾議院議員                                                                                    | 100.71   | 28,400          | 282平方英里 （730平方公里）   | 標示出哈拉爾森縣位置的地圖        |
| 哈里斯縣          | 145      | 漢彌爾頓                           | 1827年12月14日  | Muscogee and Troup counties                                             | 查爾斯·哈里斯 （1772－1827），薩凡納市長 | 70.15    | 32,550          | 464平方英里 （1,202平方公里） | 標示出哈里斯縣位置的地圖          |
| 哈特縣            | 147      | 哈特韋爾                           | 1853年12月7日   | 艾伯特縣和富蘭克林縣                                                    | 南希·摩根·哈特 （1735－1830），美國獨立戰爭英雄，因抵抗喬治亞州北方的貴族而知名                                                              | 110.00   | 25,518          | 232平方英里 （601平方公里）   | 標示出哈特縣位置的地圖            |
| 赫德縣            | 149      | 富蘭克林                           | 1830年12月22日  | 卡洛爾縣、考維塔縣和特魯普縣                                            | 斯蒂芬·赫爾德 （1740－1815），美國獨立戰爭英雄                                                                                               | 39.30    | 11,633          | 296平方英里 （767平方公里）   | 標示出赫德縣位置的地圖            |
| 亨利縣            | 151      | 麥克多諾                           | 1821年5月15日   | 1821年克里克族印第安人所割讓的土地                                      | 帕特里克·亨利 （1733－1799），美國著名律師、演說家及美国开国元勋之一                                                                         | 647.22   | 209,053         | 323平方英里 （837平方公里）   | 標示出亨利縣位置的地圖            |
| 休斯敦縣          | 153      | 佩里                               | 1821年5月15日   | 1821年克里克族印第安人所割讓的土地                                      | John Houstoun （1744－1796），喬治亞州大陆会议成員之一，1778年成為第十任喬治亞州州長                                                         | 387.63   | 146,136         | 377平方英里 （976平方公里）   | 標示出休斯敦縣位置的地圖          |
| 歐文縣            | 155      | 奧西拉                             | 1818年12月15日  | 1814年及1818年克里克族印第安人所割讓的土地                              | 傑瑞德·歐文 （1751－1818），第二十二任喬治亞州州長，於1796年廢除亞祖法案                                                                     | 26.89    | 9,600           | 357平方英里 （925平方公里）   | 標示出歐文縣位置的地圖            |
| 傑克遜縣          | 157      | 傑弗遜                             | 1796年2月11日   | 富蘭克林縣                                                              | 詹姆斯·傑克遜 （1757－1806），美國獨立戰爭英雄及一位上將                                                                                     | 177.11   | 60,571          | 342平方英里 （886平方公里）   | 標示出傑克遜縣位置的地圖          |
| 傑斯帕縣          | 159      | 蒙蒂塞洛                           | 1807年12月10日  | 鮑德溫縣（1807至1812年期間為蘭道夫縣）                                  | 威廉·傑斯帕 （1750－1779），美國準將，在美國獨立戰爭中陣亡                                                                                   | 36.84    | 13,630          | 370平方英里 （958平方公里）   | 標示出傑斯帕縣位置的地圖          |
| 傑夫·戴維斯縣     | 161      | 哈兹勒赫斯特                       | 1905日年8月18日 | 阿普林縣和科菲縣                                                        | 傑佛遜·戴維斯（1808－1889），唯一一任美利堅聯盟國總統（1861－1865）                                                                          | 45.51    | 15,156          | 333平方英里 （862平方公里）   | 標示出傑夫·戴維斯縣位置的地圖     |
| 傑佛遜縣          | 163      | 路易斯維爾                         | 1796年2月20日   | 伯克縣和沃倫縣                                                          | 托马斯·杰斐逊（1743－1826），第三任美国总统 （1801－1809）、第二任美国副总统 （1797－1801）、維珍尼亞州州長 （1779－1781）及美国开国元勋之一 | 31.12    | 16,432          | 528平方英里 （1,368平方公里） | 標示出傑佛遜縣位置的地圖          |
| 詹金斯縣          | 165      | 米倫                               | 1905年8月17日   | 布洛克縣、伯克縣、伊曼紐爾縣和斯克里文縣                                | 查爾斯·瓊斯J·詹金斯 （1805－1883），第四十四任喬治亞州州長及1850年出版的《Georgia Platform》的作者                                           | 26.32    | 9,213           | 350平方英里 （906平方公里）   | 標示出詹金斯縣位置的地圖          |
| 約翰遜縣          | 167      | 賴茨維爾                           | 1858年12月16日  | 伊曼紐爾縣、勞倫斯縣和華盛頓縣                                          | 赫歇爾·維斯帕先·約翰遜 （1812－1880），美國眾議院議員及第四十三任喬治亞州州長                                                                | 32.56    | 9,897           | 304平方英里 （787平方公里）   | 標示出約翰遜縣位置的地圖          |
| 瓊斯縣            | 169      | 格雷                               | 1807年12月10日  | 鮑德溫縣                                                                | 詹姆斯·瓊斯 （1769－1801），美國眾議院議員                                                                                                   | 72.53    | 28,577          | 394平方英里 （1,020平方公里） | 標示出瓊斯縣位置的地圖            |
| 拉馬爾縣          | 171      | 巴恩斯維爾                         | 1920年12月17日  | 門羅縣和派克縣                                                          | 路基約·昆圖斯·辛辛那特斯·拉馬爾（1825－1893），密西西比州參議員（1877－1885）及第十六任美國內政部長（1885－1888）                            | 97.61    | 18,057          | 185平方英里 （479平方公里）   | 標示出拉馬爾縣位置的地圖          |
| 拉尼爾縣          | 173      | 萊克蘭                             | 1920年8月11日   | 貝林縣、克林奇縣和朗茲縣                                                | 西德尼·拉尼爾 （1842－1881），美國律師、語言學家、數學家和音樂家                                                                             | 55.61    | 10,400          | 187平方英里 （484平方公里）   | 標示出拉尼爾縣位置的地圖          |
| 勞倫斯縣          | 175      | 都柏林                             | 1807年12月10日  | 威爾金森縣                                                              | 約翰·勞倫斯中將 （1754－1782），美國獨立戰爭期間乔治·华盛顿的部下                                                                            | 59.09    | 48,041          | 813平方英里 （2,106平方公里） | 標示出勞倫斯縣位置的地圖          |
| 李縣              | 177      | 利斯堡                             | 1826年6月9日    | 1826年克里克族印第安人所割讓的土地                                      | 理查德·亨利·李上將 （1732－1794），美國獨立戰爭英雄                                                                                          | 80.75    | 28,746          | 356平方英里 （922平方公里）   | 標示出李縣位置的地圖              |
| 利柏提縣          | 179      | 海恩斯維爾                         | 1777年2月5日    | 聖安德魯、聖詹姆斯和聖約翰堂區                                          | 縣名的意譯「自由」是指米德韋的市民成功爭取功從殖民地中獨立中的自由                                                                           | 126.15   | 65,471          | 519平方英里 （1,344平方公里） | 標示出利柏提縣位置的地圖          |
| 林肯縣            | 181      | 林肯頓                             | 1796年2月20日   | 威爾克斯縣                                                              | 本傑明·林肯 （1733－1810），美國獨立戰爭時任少將，在約克鎮圍城戰役中獲勝                                                                     | 36.67    | 7,737           | 211平方英里 （546平方公里）   | 標示出林肯縣位置的地圖            |
| 朗縣              | 183      | 盧多維西                           | 1920年8月14日   | 利柏提縣                                                                | 克劳福德·朗醫生 （1815－1878），從1842年起成為首位使用乙醚作為手術麻醉劑的醫生                                                               | 40.02    | 16,048          | 40平方英里 （104平方公里）    | 標示出朗縣位置的地圖              |
| 朗茲縣            | 185      | 瓦爾多斯塔                         | 1825年12月23日  | 歐文縣                                                                  | 威廉·瓊斯·朗茲 （1782－1822），在美國早期南卡罗来纳州的傑出人物                                                                              | 227.29   | 114,552         | 504平方英里 （1,305平方公里） | 標示出朗茲縣位置的地圖            |
| 蘭普金縣          | 187      | 達洛尼加                           | 1832年12月3日   | 切羅基縣、霍爾縣和哈伯沙姆縣                                            | 威森·蘭普金 （1783－1870），美國眾議院議員及第三十五任喬治亞州州長                                                                           | 107.79   | 30,611          | 284平方英里 （736平方公里）   | 標示出蘭普金縣位置的地圖          |
| 梅肯縣            | 193      | 歐格紹普                           | 1837年12月14日  | 休斯敦縣和馬里昂縣                                                      | 納撒尼爾·梅肯 （1758－1837），美国众议院議長                                                                                                 | 35.39    | 14,263          | 403平方英里 （1,044平方公里） | 標示出梅肯縣位置的地圖            |
| 麥迪遜縣          | 195      | 丹尼爾斯維爾                       | 1811年12月5日   | 克拉克縣、艾伯特縣、富蘭克林縣、傑克遜縣和奧格爾索普縣                  | 詹姆斯·麦迪逊 （1751－1836），第四任美國總統 （1809－1817）                                                                                  | 98.32    | 27,922          | 284平方英里 （736平方公里）   | 標示出麥迪遜縣位置的地圖          |
| 馬里昂縣          | 197      | 布尤納維斯塔                       | 1827年12月14日  | 李縣和馬斯科吉縣                                                        | 法蘭西斯·馬里昂 （1732－1795），美國獨立戰爭將領                                                                                             | 23.74    | 8,711           | 367平方英里 （951平方公里）   | 標示出馬里昂縣位置的地圖          |
| 麥克達菲縣        | 189      | 湯姆森                             | 1870年10月18日  | 哥倫比亞縣和沃倫縣                                                      | 喬治·麥克達菲 （1790－1851），美國演說家及南卡羅萊納州州長                                                                                   | 83.32    | 21,663          | 260平方英里 （673平方公里）   | 標示出麥克達菲縣位置的地圖        |
| 麥金托什縣        | 191      | 達里恩                             | 1793年12月19日  | 利柏提縣                                                                | 拉克蘭·麥金托什上將 （1727－1806），美國獨立戰爭英雄                                                                                         | 31.89    | 13,839          | 434平方英里 （1,124平方公里） | 標示出麥金托什縣位置的地圖        |
| 梅里韋瑟縣        | 199      | 格林維爾                           | 1827年12月24日  | 特魯普縣                                                                | 大衛·梅里維瑟上將 （1755－1822）及眾議院議員                                                                                                 | 42.29    | 21,273          | 503平方英里 （1,303平方公里） | 標示出梅里韋瑟縣位置的地圖        |
| 米勒縣            | 201      | 科爾奎特                           | 1856年2月26日   | 貝克縣和厄爾利縣                                                        | 安德魯·傑克遜·米勒 （1806－1856），佐治亞州醫學院院長                                                                                        | 21.09    | 5,969           | 283平方英里 （733平方公里）   | 標示出米勒縣位置的地圖            |
| 米切爾縣          | 205      | 卡米拉                             | 1857年12月21日  | 貝克縣                                                                  | 亨利·米切爾上將 （1727－1806），美國獨立戰爭英雄                                                                                             | 45.20    | 23,144          | 512平方英里 （1,326平方公里） | 標示出米切爾縣位置的地圖          |
| 門羅縣            | 207      | 福賽斯                             | 1821年5月15日   | 1821年克里克族印第安人所割讓的土地                                      | 詹姆斯·门罗 （1758－1831），第五任美國總統 （1817－1825）                                                                                    | 67.27    | 26,637          | 396平方英里 （1,026平方公里） | 標示出門羅縣位置的地圖            |
| 蒙哥馬利縣        | 209      | 弗農山                             | 1793年12月19日  | 華盛頓縣                                                                | 理查德·蒙哥马利 （1738－1775），美國將領，在美國獨立戰爭中陣亡                                                                               | 36.38    | 8,913           | 245平方英里 （635平方公里）   | 標示出蒙哥馬利縣位置的地圖        |
| 摩根縣            | 211      | 麥迪遜                             | 1807年12月10日  | 鮑德溫縣                                                                | 丹尼爾·摩根上將 （1736－1802），美國獨立戰爭英雄及眾議院議議員                                                                               | 51.09    | 17,881          | 350平方英里 （906平方公里）   | 標示出摩根縣位置的地圖            |
| 莫雷縣            | 213      | 查茲窩斯                           | 1832年12月3日   | 切羅基縣                                                                | 托馬斯·W·莫雷 （1790－1832），佐治亚州众议院議員                                                                                             | 114.51   | 39,392          | 344平方英里 （891平方公里）   | 標示出莫雷縣位置的地圖            |
| 馬斯科吉縣        | 215      | 哥倫布                             | 1826年12月11日  | 1826年克里克族印第安人所割讓的土地                                      | 馬斯科吉族群，克里克族印第安人和塞米諾爾人的所在地                                                                                           | 918.58   | 198,413         | 216平方英里 （559平方公里）   | 標示出馬斯科吉縣位置的地圖        |
| 牛頓縣            | 217      | 科文頓                             | 1821年12月24日  | 亨利縣、傑斯帕縣和沃爾頓縣                                              | 約翰·牛頓準將 （1755－1780），美國獨立戰爭英雄                                                                                               | 367.77   | 101,505         | 276平方英里 （715平方公里）   | 標示出牛頓縣位置的地圖            |
| 奧康尼縣          | 219      | 沃特金斯維爾                       | 1875年2月25日   | 克拉克縣                                                                | 劃定該縣東部邊界的奧康尼河 | 180.74   | 33,619          | 186平方英里 （482平方公里）   | 標示出奧康尼縣位置的地圖          |
| 奧格爾索普縣      | 221      | 勒星頓                             | 1793年12月19日  | 威爾克斯縣                                                              | 詹姆士·奧格爾索普 （1696－1785），喬治亞州殖民地的建立者                                                                                     | 33.15    | 14,618          | 441平方英里 （1,142平方公里） | 標示出奧格爾索普縣位置的地圖      |
| 保爾丁縣          | 223      | 達拉斯                             | 1832年12月3日   | 切羅基縣                                                                | 約翰·保爾丁 （1759－1818），美國獨立戰爭英雄                                                                                                 | 461.15   | 144,800         | 314平方英里 （813平方公里）   | 標示出保爾丁縣位置的地圖          |
| 皮奇縣            | 225      | 瓦利堡                             | 1924年7月8日    | 休斯敦縣和梅肯縣                                                        | 該縣的意譯「桃子」是喬治亞州中部及縣內的豐富產物之一                                                                                         | 182.93   | 27,622          | 151平方英里 （391平方公里）   | 標示出皮奇縣位置的地圖            |
| 皮肯斯縣          | 227      | 傑斯帕                             | 1853年12月5日   | 切羅基縣和吉爾默縣                                                      | 安德魯·皮爾斯上將 （1739－1817），美國獨立戰爭英雄及眾議院議議員                                                                             | 126.16   | 29,268          | 232平方英里 （601平方公里）   | 標示出皮肯斯縣位置的地圖          |
| 皮爾斯縣          | 229      | 布萊克希爾                         | 1857年12月18日  | 阿普林縣和韋爾縣                                                        | 富兰克林·皮尔斯（1804-1869），第十四任美国总统（1853－1857）                                                                                 | 54.94    | 18,844          | 343平方英里 （888平方公里）   | 標示出皮爾斯縣位置的地圖          |
| 派克縣            | 231      | 紀伯倫                             | 1822年12月9日   | 門羅縣                                                                  | 紀伯倫·蒙哥馬里·派克上將 （1779－1813），西方探險家                                                                                          | 81.70    | 17,810          | 218平方英里 （565平方公里）   | 標示出派克縣位置的地圖            |
| 波爾克縣          | 233      | 鍚達爾敦                           | 1851年12月20日  | 弗洛伊德縣和保爾丁縣                                                    | 詹姆斯·诺克斯·波尔克 （1795－1849），美国第十一任总统 （1845－1849）                                                                         | 132.44   | 41,188          | 311平方英里 （805平方公里）   | 標示出波爾克縣位置的地圖          |
| 普瓦斯基縣        | 235      | 霍金斯維爾                         | 1808年12月13日  | 勞倫斯縣                                                                | 卡齐米日·普瓦斯基 （1745－1779），來自波兰的美國獨立戰爭上將，於薩凡納圍城戰中陣亡                                                           | 47.45    | 11,720          | 247平方英里 （640平方公里）   | 標示出普瓦斯基縣位置的地圖        |
| 普特南縣          | 237      | 伊屯頓                             | 1807年12月10日  | 鮑德溫縣                                                                | 以色列·普特南上將 （1718－1790），美國獨立戰爭英雄                                                                                           | 61.62    | 21,198          | 344平方英里 （891平方公里）   | 標示出普特南縣位置的地圖          |
| 奎特曼縣          | 239      | 喬治城                             | 1858年12月10日  | 弗洛伊德縣和斯圖爾特縣                                                  | 約翰·安東尼·奎特曼 （1798－1858），第十、十六任密西西比州州長 （1835－1836、1850－1851）                                                     | 15.82    | 2,404           | 152平方英里 （394平方公里）   | 標示出奎特曼縣位置的地圖          |
| 雷本縣            | 241      | 克萊頓                             | 1819年12月21日  | 1819年克里克族印第安人所割讓的土地                                      | 威廉·雷本 （1771－1819），第二十九任喬治亞州州長 （1817－1819）                                                                              | 43.93    | 16,297          | 371平方英里 （961平方公里）   | 標示出雷本縣位置的地圖            |
| 蘭道夫縣          | 243      | 卡斯伯特                           | 1828年12月20日  | 李李縣                                                                  | 羅諾克的約翰·蘭道夫 （1773－1833），一名弗吉尼亚州的眾議員                                                                                   | 17.08    | 7,327           | 429平方英里 （1,111平方公里） | 標示出蘭道夫縣位置的地圖          |
| 奧古斯塔-里奇蒙縣 | 245      | 奥古斯塔                           | 1777年2月5日    | 聖保羅堂區                                                              | 查爾斯·倫諾克斯，第三代里奇蒙公爵 （1735－1806），一名強烈支持十三殖民地從大不列顛王國獨立的貴族                                             | 625.27   | 202,587         | 324平方英里 （839平方公里）   | 標示出奧古斯塔-里奇蒙縣位置的地圖 |
| 羅克代爾縣        | 247      | 科尼爾斯                           | 1870年10月18日  | 亨利縣和牛頓縣                                                          | 得名自羅德代爾教堂，而該教堂則以州內地下的花崗岩床而得名                                                                                     | 655.11   | 85,820          | 131平方英里 （339平方公里）   | 標示出羅克代爾縣位置的地圖        |
| 施萊縣            | 249      | 埃拉維爾                           | 1857年12月22日  | 馬里昂縣和薩姆特縣                                                      | 威廉·施萊 （1786－1858），第三十六任喬治亞州州長 （1835－1837）                                                                              | 29.70    | 4,990           | 168平方英里 （435平方公里）   | 標示出施萊縣位置的地圖            |
| 斯克里文縣        | 251      | 西爾瓦尼亞                         | 1793年12月14日  | 伯克縣和埃芬漢縣                                                        | 詹姆斯·斯克里文上將 （1744－1778），美國獨立戰爭英雄                                                                                         | 21.92    | 14,202          | 648平方英里 （1,678平方公里） | 標示出斯克里文縣位置的地圖        |
| 塞米諾爾縣        | 253      | 多納森維爾                         | 1920年11月2日   | 第開特縣和厄爾利縣                                                      | 塞米諾爾人 | 37.59    | 8,947           | 235平方英里 （609平方公里）   | 標示出塞米諾爾縣位置的地圖        |
| 斯波爾丁縣        | 255      | 格里芬                             | 1851年12月20日  | 費耶特縣、亨利縣和派克縣                                                | 托馬斯·斯波爾丁 （1774－1851），美國眾議院議員、喬治亞州參議院議員及農學家                                                                   | 322.55   | 63,865          | 198平方英里 （513平方公里）   | 標示出斯波爾丁縣位置的地圖        |
| 斯蒂芬斯縣        | 257      | 托可亞                             | 1905年8月18日   | 富蘭克林縣和哈伯沙姆縣                                                  | 亞歷山大·斯蒂芬斯 （1812－1883），美國眾議院議員、喬治亞州第五十任州長 （1882－1883）及唯一一位美利堅聯盟國副總統 （1861-1865）              | 144.64   | 25,891          | 179平方英里 （464平方公里）   | 標示出斯蒂芬斯縣位置的地圖        |
| 斯圖爾特縣        | 259      | 蘭普金                             | 1830年12月23日  | 蘭道夫縣                                                                | 丹尼爾·斯圖爾特準將 （1759－1829），美國獨立戰爭及1812年戰爭英雄                                                                             | 13.16    | 6,042           | 459平方英里 （1,189平方公里） | 標示出斯圖爾特縣位置的地圖        |
| 薩姆特縣          | 261      | 阿梅里克斯                         | 1831年12月26日  | 李縣                                                                    | 托馬斯·薩姆特上將 （1734－1832），美國獨立戰爭英雄                                                                                           | 65.06    | 31,554          | 485平方英里 （1,256平方公里） | 標示出薩姆特縣位置的地圖          |
| 塔爾博特縣        | 263      | 托爾伯頓                           | 1827年12月14日  | 馬斯科吉縣                                                              | 馬修·塔爾博特 （1762－1827），喬治亞州參議院議員達十五年（當中兩年擔任議長），並曾於1819年擔任兩週的第三十任喬治亞州州長                     | 16.58    | 6,517           | 393平方英里 （1,018平方公里） | 標示出塔爾博特縣位置的地圖        |
| 托利弗縣          | 265      | 克勞福德維爾                       | 1825年12月24日  | 格林縣（Greene County）、漢考克縣、奧格爾索普縣、沃倫縣和威爾克斯縣     | Colonel 本傑明·托利弗 （1750－1821），美國獨立戰爭英雄及眾議院議員                                                                           | 8.62     | 1,680           | 195平方英里 （505平方公里）   | 標示出托利弗縣位置的地圖          |
| 塔特納爾縣        | 267      | 里茲維爾                           | 1801年12月5日   | 蒙哥馬利縣                                                              | 約西亞·塔特納爾 （1764－1803），來自喬治亞州的參議院議員及第二十五任喬治亞州州長 （1801－1802）                                              | 52.45    | 25,384          | 484平方英里 （1,254平方公里） | 標示出塔特納爾縣位置的地圖        |
| 泰勒縣            | 269      | 巴特勒                             | 1852年1月15日   | 梅肯縣、馬里昂縣和塔爾博特縣                                            | 扎卡里·泰勒（1784－1850），第十二任美国总统（1849－1850）                                                                                    | 22.28    | 8,420           | 378平方英里 （979平方公里）   | 標示出泰勒縣位置的地圖            |
| 特爾費爾縣        | 271      | 麥克雷                             | 1807年12月10日  | 威爾金森縣                                                              | 愛德華·特爾費爾 （1735－1807），美國成立後的第二位喬治亞州州長 （1786－1787，1789－1793）                                                    | 37.07    | 16,349          | 441平方英里 （1,142平方公里） | 標示出特爾費爾縣位置的地圖        |
| 特勒爾縣          | 273      | 道森                               | 1856年2月16日   | 李縣和蘭道夫縣                                                          | 威廉·特勒爾醫生 （1778－1855），美國眾議院議員                                                                                               | 26.92    | 9,045           | 336平方英里 （870平方公里）   | 標示出特勒爾縣位置的地圖          |
| 托馬斯縣          | 275      | 托馬斯維爾                         | 1825年12月23日  | 第開特縣和歐文縣                                                        | 吉特·湯瑪斯上將 （1776－1817），1812年戰爭英雄                                                                                               | 81.61    | 44,724          | 548平方英里 （1,419平方公里） | 標示出托馬斯縣位置的地圖          |
| 蒂夫特縣          | 277      | 蒂夫頓                             | 1905年8月17日   | 貝林縣、歐文縣和沃思縣中將                                              | 尼爾森·蒂夫特 （1810－1891），美利堅同盟國海軍船長及美國眾議院議員                                                                           | 154.96   | 41,064          | 265平方英里 （686平方公里）   | 標示出蒂夫特縣位置的地圖          |
| 圖姆斯縣          | 279      | 萊昂斯                             | 1905年8月18日   | 伊曼紐爾縣、塔特納爾縣和蒙哥馬利縣                                      | 羅伯特·圖姆斯上將 （1810－1885），美國眾議院議員及美利堅同盟國國務大臣                                                                       | 74.43    | 27,315          | 367平方英里 （951平方公里）   | 標示出圖姆斯縣位置的地圖          |
| 湯斯縣            | 281      | 海亞瓦西                           | 1856年3月6日    | 雷本縣和猶尼昂縣                                                        | 喬治·華盛頓·托斯 （1801－1854），美國內戰前時期的喬治亞州州長 （1847－1851）                                                                 | 63.22    | 10,495          | 166平方英里 （430平方公里）   | 標示出湯斯縣位置的地圖            |
| 特魯特倫縣        | 283      | 索珀頓                             | 1918年11月5日   | 伊曼紐爾縣和蒙哥馬利縣                                                  | 約翰·亞當·特魯特倫 （1726－1782），第一任喬治亞州州長 （1777－1778）                                                                         | 33.68    | 6,769           | 201平方英里 （521平方公里）   | 標示出特魯特倫縣位置的地圖        |
| 特魯普縣          | 285      | 拉格蘭奇                           | 1826年12月11日  | 1826年克里克族印第安人所割讓的土地                                      | 喬治·麥金托什·特魯普 （1780－1756），第三十二任喬治亞州州長 （1823－1827）及美國眾議院議員                                                   | 165.38   | 68,468          | 414平方英里 （1,072平方公里） | 標示出特魯普縣位置的地圖          |
| 特納縣            | 287      | 阿什本                             | 1905年8月18日   | 杜利縣、威爾科克斯縣和沃思縣                                            | 亨利·格雷·特納上尉 （1839－1904），美國眾議院議員及南北战争英雄                                                                              | 29.41    | 8,410           | 286平方英里 （741平方公里）   | 標示出特納縣位置的地圖            |
| 特維格縣          | 289      | 傑斐遜維爾                         | 1809年12月14日  | 威爾金森縣                                                              | 約翰·特維斯上將 （1750－1816），美國獨立戰爭英雄及喬治亞州民兵領袖                                                                           | 23.46    | 8,447           | 360平方英里 （932平方公里）   | 標示出特維格縣位置的地圖          |
| 猶尼昂縣          | 291      | 布來士維                           | 1832年12月3日   | 切羅基縣                                                                | 美国人團結的精神 | 66.41    | 21,451          | 323平方英里 （837平方公里）   | 標示出猶尼昂縣位置的地圖          |
| 阿普森縣          | 293      | 湯瑪斯敦                           | 1824年12月15日  | 克勞福德縣和派克縣                                                      | 斯蒂芬·阿普森 （1786－1824），佐治亚州众议院議員                                                                                             | 81.69    | 26,630          | 326平方英里 （844平方公里）   | 標示出阿普森縣位置的地圖          |
| 沃克縣            | 295      | 拉法葉                             | 1833年12月18日  | 莫雷縣                                                                  | Major 弗里曼·沃克 （1780－1827），來自喬治亞州的美國參議院議員 （1819－1821）                                                                | 152.68   | 68,094          | 446平方英里 （1,155平方公里） | 標示出沃克縣位置的地圖            |
| 沃爾頓縣          | 297      | 門羅                               | 1818年12月22日  | 1818年克里克族印第安人所割讓的土地                                      | 喬治·沃爾頓 （1749－1804），喬治亞州大陆会议成員之一，並簽署美國獨立宣言                                                                     | 257.07   | 84,575          | 329平方英里 （852平方公里）   | 標示出沃爾頓縣位置的地圖          |
| 韋爾縣            | 299      | 韋克羅斯                           | 1824年12月15日  | 阿普林縣                                                                | 尼古拉斯·韋爾 （1769－1824），來自喬治亞州的參議院議員 （1821－1824）                                                                        | 39.67    | 35,821          | 903平方英里 （2,339平方公里） | 標示出韋爾縣位置的地圖            |
| 沃倫縣            | 301      | 沃倫頓                             | 1793年12月19日  | 哥倫比亞縣、漢考克縣、奧古斯塔-里奇蒙縣和威爾克斯縣                     | 約瑟·瓦倫 （1741-1775），美國上將，在美國獨立戰爭中陣亡                                                                                      | 19.50    | 5,578           | 286平方英里 （741平方公里）   | 標示出沃倫縣位置的地圖            |
| 華盛頓縣          | 303      | 桑德維爾                           | 1784年2月25日   | 1783年克里克族印第安人所割讓的土地                                      | 乔治·华盛顿 （1732－1799），第一任美國總統 （1789－1797）                                                                                    | 30.70    | 20,879          | 680平方英里 （1,761平方公里） | 標示出華盛頓縣位置的地圖          |
| 韋恩縣            | 305      | 耶蘇普                             | 1803年12月7日   | 1802年克里克族印第安人所割讓的土地                                      | 安東尼·韋恩 （1745－1796），美國獨立戰爭上將                                                                                                 | 46.98    | 30,305          | 645平方英里 （1,671平方公里） | 標示出韋恩縣位置的地圖            |
| 韋伯斯特縣        | 307      | 普雷斯頓                           | 1853年12月16日  | 斯圖爾特縣（該縣原名為金查富尼縣）                                      | 丹尼尔·韦伯斯特 （1782－1852），第十四、十九任美國國務卿 （1841－1843、1850－1852）                                                          | 13.30    | 2,793           | 210平方英里 （544平方公里）   | 標示出韋伯斯特縣位置的地圖        |
| 惠勒縣            | 309      | 阿拉莫                             | 1912年8月14日   | 蒙哥馬利縣                                                              | 約瑟·惠勒上將 （1836－1906），來自阿拉巴馬州的眾議院議員、南北戰爭及美西战争的英雄                                                           | 26.47    | 7,888           | 298平方英里 （772平方公里）   | 標示出惠勒縣位置的地圖            |
| 懷特縣            | 311      | 克里夫蘭                           | 1857年12月22日  | 哈伯沙姆縣                                                              | 約翰·懷特中將，美國獨立戰爭英雄 | 113.87   | 27,556          | 242平方英里 （627平方公里）   | 標示出懷特縣位置的地圖            |
| 惠特菲爾德縣      | 313      | 多爾頓                             | 1851年12月30日  | 莫雷縣                                                                  | 喬治·懷特菲爾德 （1714－1770），美國神父及近薩凡納貝塞斯達孤兒院的創立者                                                                     | 356.41   | 103,359         | 290平方英里 （751平方公里）   | 標示出惠特菲爾德縣位置的地圖      |
| 威爾科克斯縣      | 315      | 阿布維爾                           | 1857年12月22日  | 杜利縣、歐文縣和普瓦斯基縣                                              | 馬克·威爾科克斯上將 （1800－1850），美國知名士兵及佐治亚州众议院議員                                                                         | 23.86    | 9,068           | 380平方英里 （984平方公里）   | 標示出威爾科克斯縣位置的地圖      |
| 威爾克斯縣        | 317      | 華盛頓                             | 1777年2月5日    | 1773年切羅基族和克里克族印第安人所割讓的土地                            | 約翰·威爾克斯 （1725－1797），一名英國激進主義者，撰稿人及政治家                                                                             | 21.39    | 10,076          | 471平方英里 （1,220平方公里） | 標示出威爾克斯縣位置的地圖        |
| 威爾金森縣        | 319      | 歐文頓                             | 1803年5月11日   | 1802年和1805年克里克族印第安人所割讓的土地                              | 詹姆斯·威爾金森 （1757-1825），美國獨立戰爭上將                                                                                              | 21.43    | 9,577           | 447平方英里 （1,158平方公里） | 標示出威爾金森縣位置的地圖        |
| 沃思縣            | 321      | 西爾維斯特                         | 1853年12月20日  | 杜利縣和歐文縣                                                          | 威廉·詹金斯·沃斯 （1794－1849）上將，美墨戰爭英雄                                                                                            | 38.14    | 21,741          | 570平方英里 （1,476平方公里） | 標示出沃思縣位置的地圖            |

## 另見
- 喬治亞州縣份列表（英语：List of county seats in Georgia (U.S. state)）
- 喬治亞州縣法院列表（英语：List of county courthouses in Georgia (U.S. state)）

## 外部鏈結
- 喬治亞州憲法第九條：關於縣和市
- 沃爾頓縣的歷史[永久]
- 沃爾頓戰爭（页面存档备份，存于）
- 按縣分FIPS代碼排列的喬治亞州圖書館列表（页面存档备份，存于）
- 新喬治亞州百科全書
- 歷史上的喬治亞州縣份地圖，由喬治亞州檔案提供